# 近江八幡警察署
近江八幡警察署（おうみはちまんけいさつしょ）は、滋賀県警察に所属する警察署の一つであり琵琶湖においては、沖島までを管轄区域とし、警備艇一隻が配備されている。
所属警察官は150名程である。

## 所在地
- 滋賀県近江八幡市土田町1322番地1

## 管轄区域
- 近江八幡市
- 蒲生郡竜王町

## 沿革
- 1954年（昭和29年）7月 警察法改正により近江八幡市警察が滋賀県警察に統合となる。
- 2016年（平成28年）2月1日 新庁舎に移転。

## 交番
（ ）の中は所在地

### 近江八幡市
- 近江八幡駅前交番（近江八幡市鷹飼町1506番地）
- 八幡山交番（近江八幡市鍛治屋町34番地）
- 武佐交番（近江八幡市友定町498番地4）

### 竜王町
- 竜王交番（蒲生郡竜王町大字綾戸964番地の1）

## 警察官駐在所
（ ）の中は所在地

### 近江八幡市
- 馬淵警察官駐在所（近江八幡市馬淵町1767番地）
- 安土警察官駐在所（近江八幡市安土町上豊浦1303番地3）
- 島警察官駐在所（近江八幡市長命寺町大字東出29番地4）
- 篠原駅前警察官駐在所（近江八幡市上野町40番地13）
- 桐原警察官駐在所（近江八幡市中小森町1228番地1）
- 北里警察官駐在所（近江八幡市江頭町983番地2）

## 水上派出所
（ ）の中は所在地
- 近江八幡水上派出所（近江八幡市長命寺町）

## 警備艇
- ひよどり